# Малый Дубовский
Малый Дубовский — хутор в Новоаннинском районе Волгоградской области России. Входит в состав Деминского сельского поселения. Население 33 человека (2010).

## География
Расположен в лесостепной зоне северо-западной части области, в пределах Хопёрско-Бузулукской равнины, являющейся южным окончанием Окско-Донской низменности и находится вокруг пруда, являющимся центром селения. Уличная сеть не развита.
Абсолютная высота 145 метров над уровнем моря.

## Население
| 2010 |
| ---- |
| 33   |

Гендерный состав
По данным Всероссийской переписи населения 2010 года в гендерной структуре населения из 33 человек мужчин — 14, женщин — 19 (42,4 и 57,6 % соответственно).
Национальный состав
Согласно результатам переписи 2002 года, в национальной структуре населения
русские составляли 79 % из общей численности населения в 62 человек.

## Инфраструктура
Развитое сельское хозяйство. Личное подсобное хозяйство.
Ведется газификация хутора. Внутрипоселковый газопровод включен в областную целевую программу «Газификация Волгоградской области на 2013—2017 годы».

## Транспорт
Просёлочные дороги.